# 리비전 컨트롤 시스템
리비전 컨트롤 시스템(Revision Control System, RCS)은 버전 관리 시스템(version control system, VCS)의 초기 구현체이다. 유닉스 명령어들의 집합이며 여러 사용자들이 프로그램 코드나 문서들을 만들고 유지보수할 수 있게 한다. RCS을 사용하면 사용자는 자신만의 문서의 리비전을 만들고 변경사항을 커밋하고 이들을 병합할 수 있다. RCS는 처음에 프로그램을 위해 개발되었으나 자주 개정이 되는 텍스트 문서나 구성 파일에도 유용하다.